# Forgotten Memories: Alternate Realities
Forgotten Memories: Alternate Realities (с англ. — «Забытые воспоминания: Альтернативная реальность») — компьютерная игра в жанре survival horror, разработанная и изданная компанией Psychose Interactive. Игра была выпущена 23 апреля 2015 года на iOS и 31 октября 2019 года Android.

## Отзывы
| Сводный рейтинг | Сводный рейтинг |
| Агрегатор       | Оценка          |
| --------------- | --------------- |
| GameRankings    | 71,00 %         |
| Metacritic      | 71/100          |

Игра получила положительные отзывы.